# Christian Friedrich Bartholdi
Christian Friedrich Bartholdi (get. 16. August 1644 in Cölln an der Spree; † 1707) war ein preußischer Kommunalpolitiker und Diplomat im 17. Jahrhundert.

## Leben
Christian Friedrich Bartholdi entstammte einer bürgerlichen Familie. Seine Eltern waren der Domprediger in Cölln, Christian Bartholdi († 1647) und dessen zweite Ehefrau Christine Elisabeth, Tochter des Dompredigers Wolfgang Crellius. Sein Bruder war Wolfgang Friedrich Bartholdi, der kurfürstlich brandenburgischer Geheimsekretär wurde.
Bartholdi studierte ab 1654 in Frankfurt/Oder, war 1668 und 1672/73 Kurfürstlich brandenburgischer Kanzleiverwandter, beteiligte sich ab 1678 an einer Zuckersiederei in Berlin, wurde 1680 Geheim- und Münzsekretär und 1681 bis 1707 zugleich Bürgermeister zu Cölln. 1681 gründete er eine Tabakspinnerei in Berlin, wurde 1684 Mitglied des „Commercien Collegiums“ (Handelsgericht) in Berlin und wurde 1689 als Kurfürstlich brandenburgischer Rat und Geheimer Sekretär bestätigt. Wahrscheinlich war er 1694 auch Bürgermeister von Friedrichswerder. 1695 bis 1697 war er brandenburgischer Geschäftsträger in Hannover und dann bis 1698 brandenburgischer Resident in Schweden. 1698 wurde er Amtskammerrat. Zuletzt war er Geheimer Hofrat und Geheimer Kammerrat.

## Familie
Bartholdi heiratete 1668 Anna Margaretha Cost. Dieser Ehe entstammten die Söhne Wilhelm, der Geheimer Sekretär und Kammergerichtsprotonotar und von 1701 bis 1705 auch Bürgermeister von Cölln wurde, Friedrich Heinrich, ab 1712 Freiherr von Micrander (1677–1730), später Kurfürstlich brandenburgischer Wirklicher Geheimer Rat, Regierungspräsident in Halberstadt, Schwiegersohn und dann Adoptivsohn des preußischen Generals Micrander, und Christian Friedrich (1668–1714), später Wirklicher Geheimer Rat und Staatsminister.

## Grundbesitz
Bartholdi besaß ein Haus in Friedrichswerder und erwarb 1684 von der Stadt Berlin eine Meierei vor dem Schlesischen Tor. Ab 1685 gehörte ihm Blossin im Kreis Beeskow-Storkow und nach 1686 bis 1707 Tempelfelde mit Gratze im Kreis Niederbarnim. Die Meierei, die später in den Besitz von Daniel Itzig kam, und in der dessen Tochter Bella Salomon, zusammen mit ihrer Tochter Lea Mendelssohn und den vier Enkelkindern, viele Sommer verbrachte, wurde immer als „Bartholdische Meierei“ bezeichnet. Daher wählte Abraham Mendelssohn 1822 den Namenszusatz Bartholdy.